# Mario Russo (Regisseur)
Mario Russo (* 22. März 1926 in Vieste) ist ein italienischer Filmregisseur.
Russo begann 1950 als Regieassistent beim italienischen Film und war ab 1957 für etliche italienische Versionen von Hollywood-Filmen verantwortlich, die (teilweise) in Rom gedreht wurden. 1964 legte er einen Dokumentarfilm, zwei Jahre später die Kriminalkomödie Immer Ärger mit den Lümmeln vor, in dem der Engländer Terry-Thomas die Hauptrolle spielte. Mit der Gesamtleitung des 1967 gedrehten Realtà romanzesca endete sein Engagement in der Branche.

## Filmografie (Auswahl)
- 1958: Die nackte Maja (The Naked Maya) (italienische Version)
- 1961: Attraktionen aus aller Welt (Mondi di notte n. 2) (auch Kamera)
- 1967: Immer Ärger mit den Lümmeln (Top Crack)